# Euxoa sagittata
Euxoa sagittata là một loài bướm đêm trong họ Noctuidae.